# Alcoolat
 (janvier 2025).
Si vous disposez d'ouvrages ou d'articles de référence ou si vous connaissez des sites web de qualité traitant du thème abordé ici, merci de compléter l'article en donnant les références utiles à sa vérifiabilité et en les liant à la section « Notes et références ».
Un alcoolat (ou esprit aromatique ou esprit) est un produit de condensation obtenu après distillation d'une matière première naturelle, généralement végétale, en présence d’éthanol (eau-de-vie ou alcool neutre) de titre variable. L'opération de distillation se fait par exemple dans un alambic à repasse et peut être précédée d'une période plus ou moins longue de macération.
C'est l'équivalent alcoolisé de l'hydrolat.
Certaines boissons spiritueuses sont des alcoolats (eaux-de-vie obtenue par macération et distillation, geists).
Les alcoolats simples sont obtenus à partir d'une seule substance de base, tandis que la fabrication des alcoolats composés se fait à partir de plusieurs substances, à l'instar de l'eau de Hongrie ou de la plupart des gins.

## Exemples d'alcoolats
- Eau de la reine de Hongrie
- Alcoolat de Cochlearia
- Alcoolat de Garus, base de l'élixir de Garus
- Baume de Fioraventi
- Alcoolat ou esprit de mélisse, base de l'Eau de mélisse des Carmes
- London dry gin
- Absinthe blanche
- Aquavit
- Eau-de-vie de myrtille obtenue par macération et distillation (ou esprit de myrtille)
- Himbeergeist (esprit de framboise ou eau-de-vie de framboise otenue par macération et distillation)